# Ulrika Knape
Ulrika Knape (Gotemburgo, Suecia, 26 de abril de 1955) es una clavadista o saltadora de trampolín sueca especializada en plataforma de 10 metros, donde consiguió ser campeona mundial en 1973.

## Carrera deportiva
- En el Campeonato Mundial de Natación de 1973 celebrado en Belgrado (Yugoslavia), ganó la medalla de oro en la plataforma de 10 metros, con una puntuación de 406 puntos, por delante de la checa Milena Duchková  (plata con 387) y la soviética Irina Kalynina  (bronce con 381 puntos); también ganó la medalla de plata en el trampolín de 3 metros, con 434 puntos, tras la alemana Christa Köhler  (442 puntos).

- Dos años después, en el Campeonato Mundial de Natación de 1975 celebrado en Cali ganó el bronce en la plataforma de 10 metros, tras la estadounidense Janet Ely  y la soviética Irina Kalinina.

- Y en las Olimpiadas de 1972 celebradas en Múnich ganó el oro en la plataforma y la plata en el trampolín, y cuatro años después, en las de 1976 celebradas en Montreal ganó la plata en la plataforma.